# カーラ・ボノフ
カーラ・ボノフ（Karla Bonoff、1951年12月27日 - ）は、アメリカ合衆国出身の女性シンガーソングライター、ミュージシャン。
アメリカ西海岸を代表するシンガーソングライターであり、アルバム『ささやく夜』のヒットなどが知られる。来日も数多く、往年のアーティストらとデュオも展開している。

## 経歴・人物

### 黎明期（1951年 - 1975年）
1951年、南カリフォルニア州において、ユダヤ系の両親の間に生まれる。幼少の頃よりピアノ習い、音楽と携わるようになる。ギターにも興味を持ち、1950年代の代表的フォークグループ「ザ・ウィーバーズ」のメンバーだったフランク・ハミルトンに師事して腕を磨く。

#### プロ活動開始

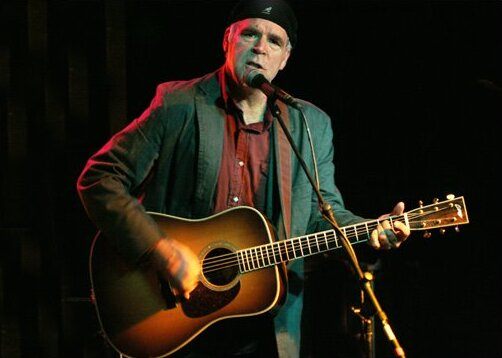
盟友ケニー・エドワーズ（2009年）

1968年、実姉とフォーク・デュオを結成しプロ活動を開始するが、シングルデビューまでには至らず解散。その頃に出入りしていたライブハウス『トルバドール』にて、フォークバンド 「ストーン・ポニーズ」で活動していたリンダ・ロンシュタットとケニー・エドワーズや、ジャクソン・ブラウン、ジェームス・テイラー、後にイーグルスを結成する面々等と知り合う。

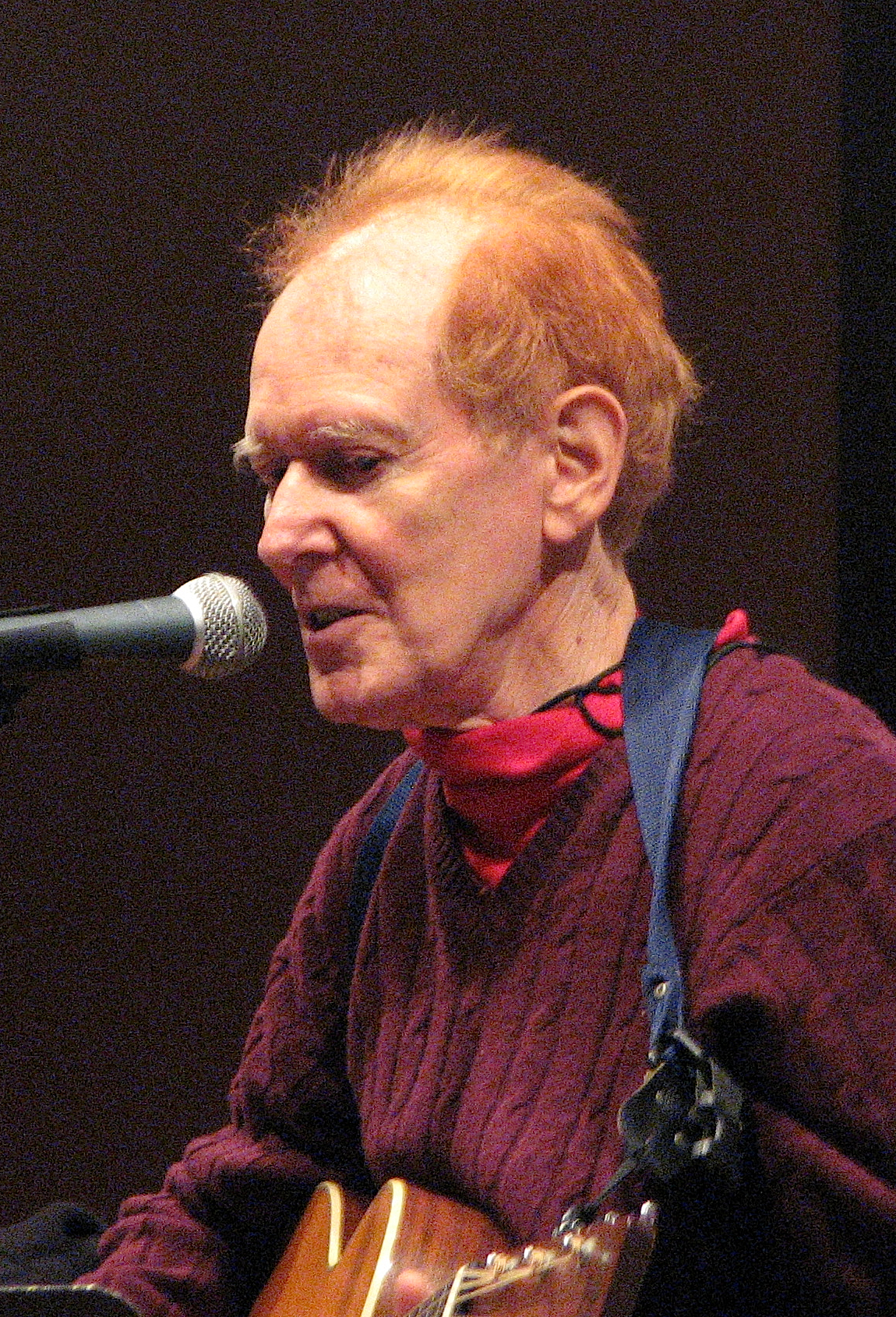
師フランク・ハミルトン (2007年)
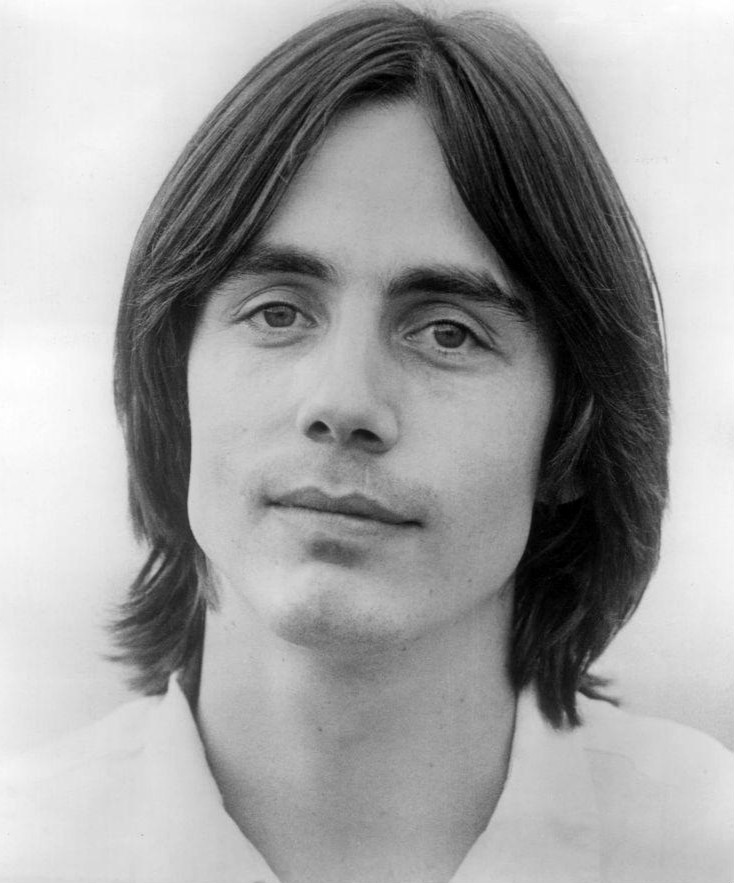
ジャクソン・ブラウン (1977年)
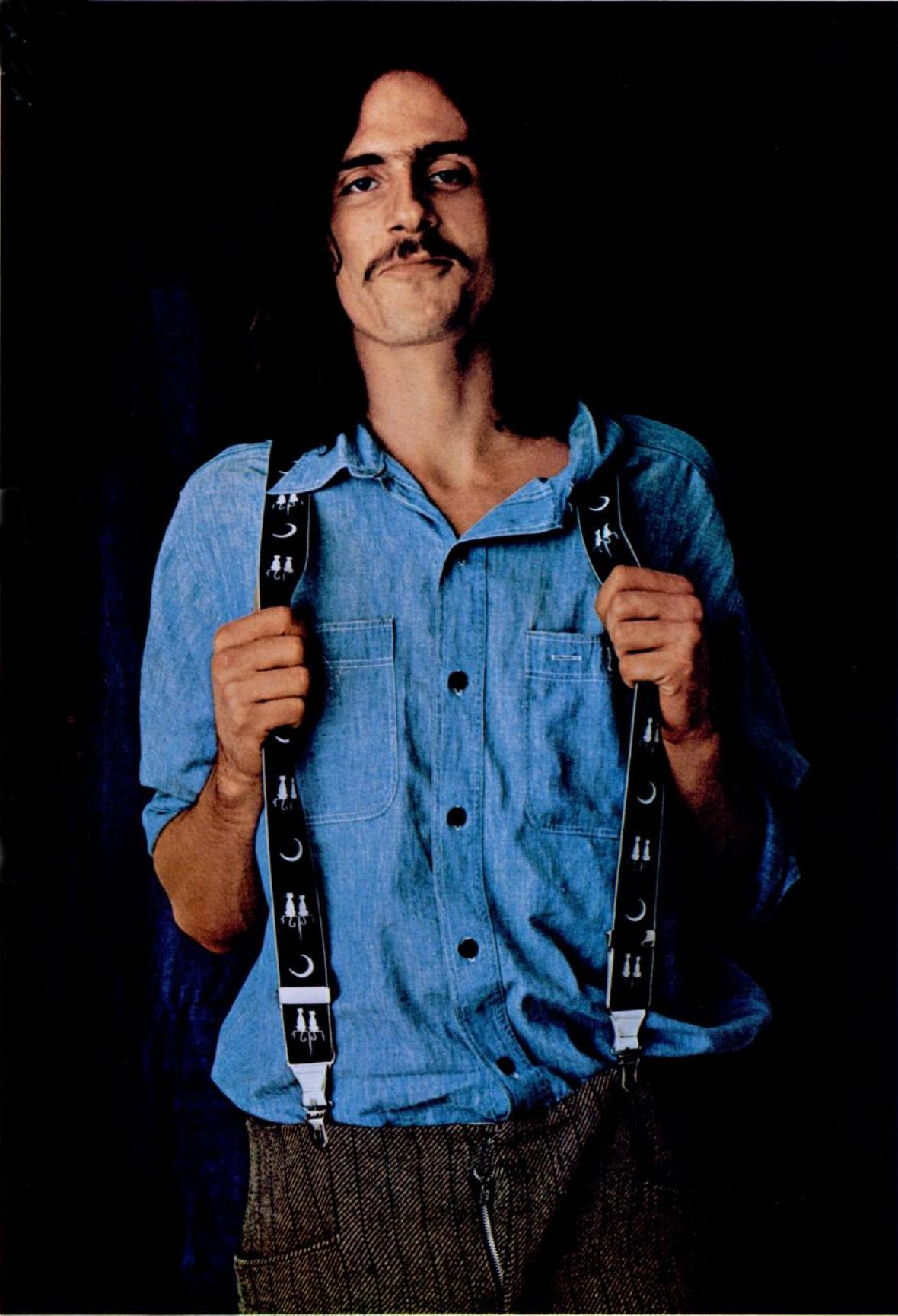
ジェームス・テイラー (1971年)
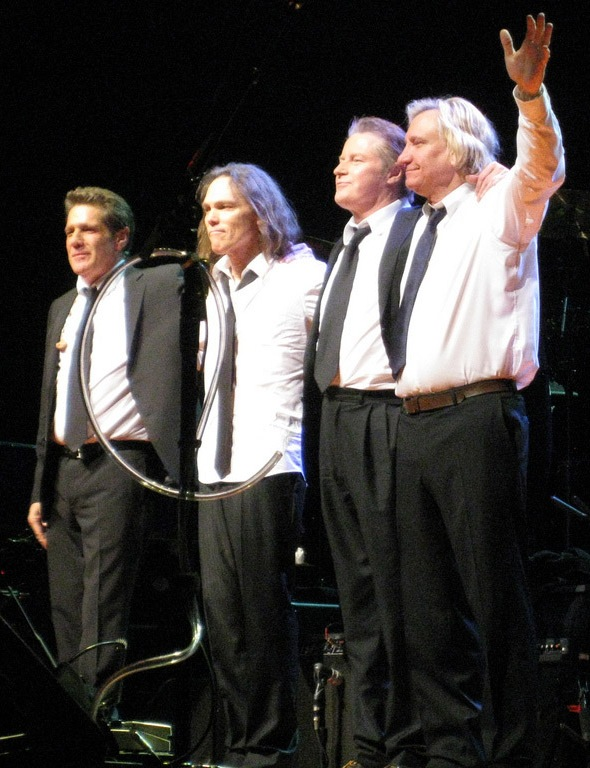
イーグルス (2008年)

#### ブリンドル結成
その後、ストーン・ポニーズ解散後の1969年、エドワーズはカーラを誘いフォークロックバンド「ブリンドル」を結成した。1970年にA&Mレコードと契約し、アルバムの制作に着手。1971年に、待望のデビューシングルを先行して発表する。しかし評判はさほど広がらず、レーベルと方針の違いで衝突して上手くいかなくなり、アルバムリリースは頓挫してバンドは解散してしまう。
エドワーズは、以前の同僚リンダ・ロンシュタットとの仕事に復帰。カーラは再び、アンダーグラウンドでのソロ活動を余儀なくされる。

### メジャーデビュー（1976年 - 1990年）

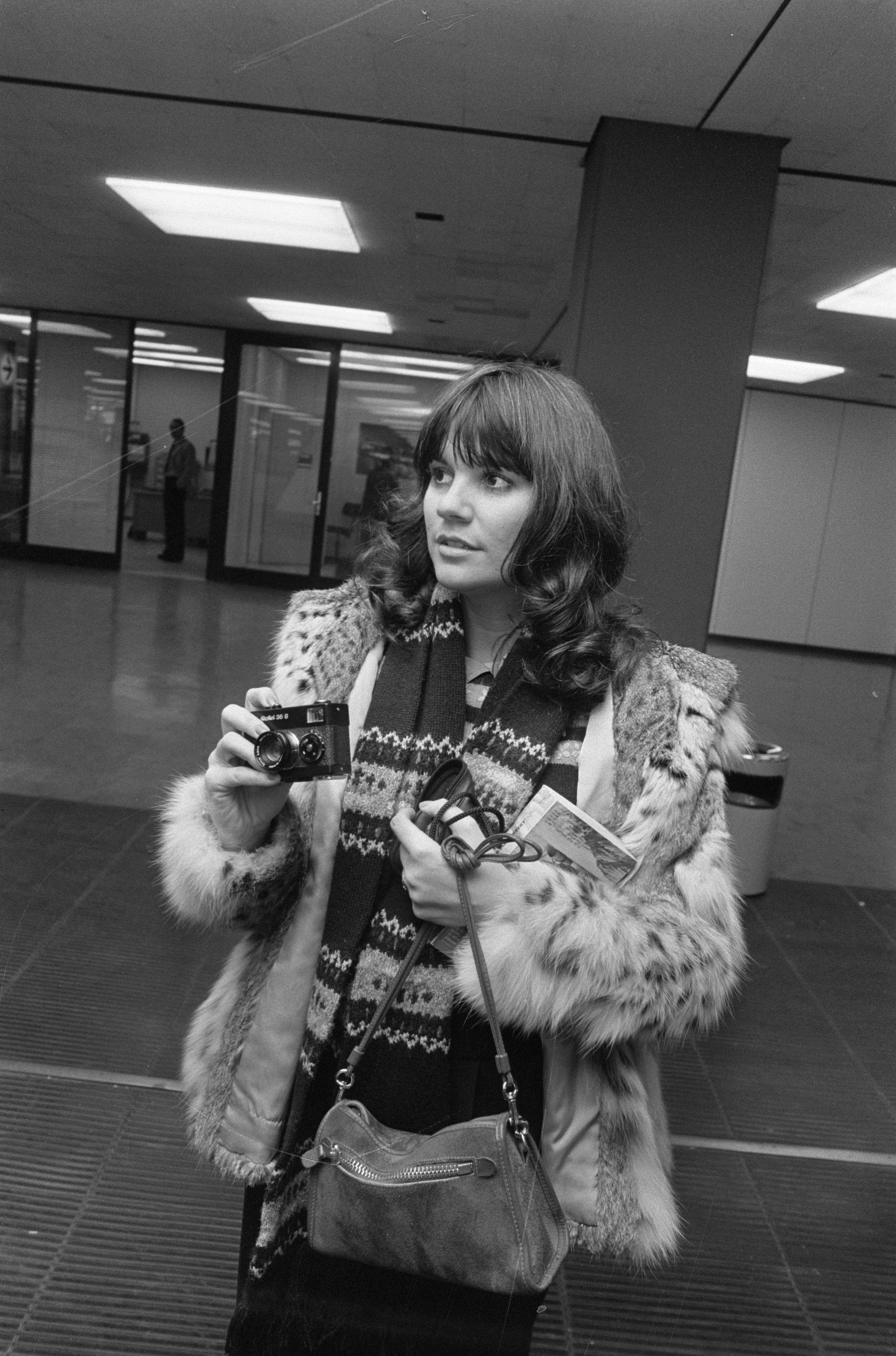
リンダ・ロンシュタット（1976年）

1970年代中期、この頃にはトップシンガーの地位を確立していたリンダ・ロンシュタットは、エドワーズの仲人でカーラら旧ブリンドルメンバーと親交を深め、バックアッパーとして起用。1976年のアルバム『Hasten Down the Wind（邦題= 風にさらわれた恋）』の収録曲にカーラ提供の楽曲「Lose Again」「Someone To Lay Down Beside Me」「If He's Ever Near」の3曲を採用する。これで知名度を上げたカーラはメインストリーム浮上のきっかけとなり、コロムビア・レコードとメジャー契約が叶う。

#### ソロアルバム期
1977年、エドワーズのプロデュースによるセルフタイトルの1stアルバム『Karla Bonoff（カーラ・ボノフ）』を発表。リンダをはじめ、J.D.サウザー、グレン・フライ、リーランド・スカラー等、これまで縁のあった友人達が作品に協力した。
1979年の2ndアルバム『Restless Nights（邦題= ささやく夜）』にもエドワーズ達のほか、ジェームス・テイラー、ドン・ヘンリー、ジャッキー・デシャノン、ガース・ハドソン、デヴィッド・リンドレー、ダニー・コーチマー等が参加。
1982年の3rdアルバム『Wild Heart of the Young（邦題= 麗しの女〜香りはバイオレット）』には、イーグルスのメンバー（ドン・ヘンリー、ティモシー・B・シュミット、ジョー・ウォルシュ）や、ビル・ペイン、デイヴィッド・サンボーン等がゲスト参加した。
1984年、挿入歌「Somebody's Eyes（邦題= 誰かの愛が…）」を提供した映画『フットルース』が大ヒットし、同サウンドトラック盤は全米ビルボードチャート1位を記録する。
順調に創作活動を重ねていたが、1988年発表の4thアルバム『New World（ニュー・ワールド）』を最後に、ソロリリースが途絶える。

### ブリンドル再結成から円熟期へ（1991年 - 現在）

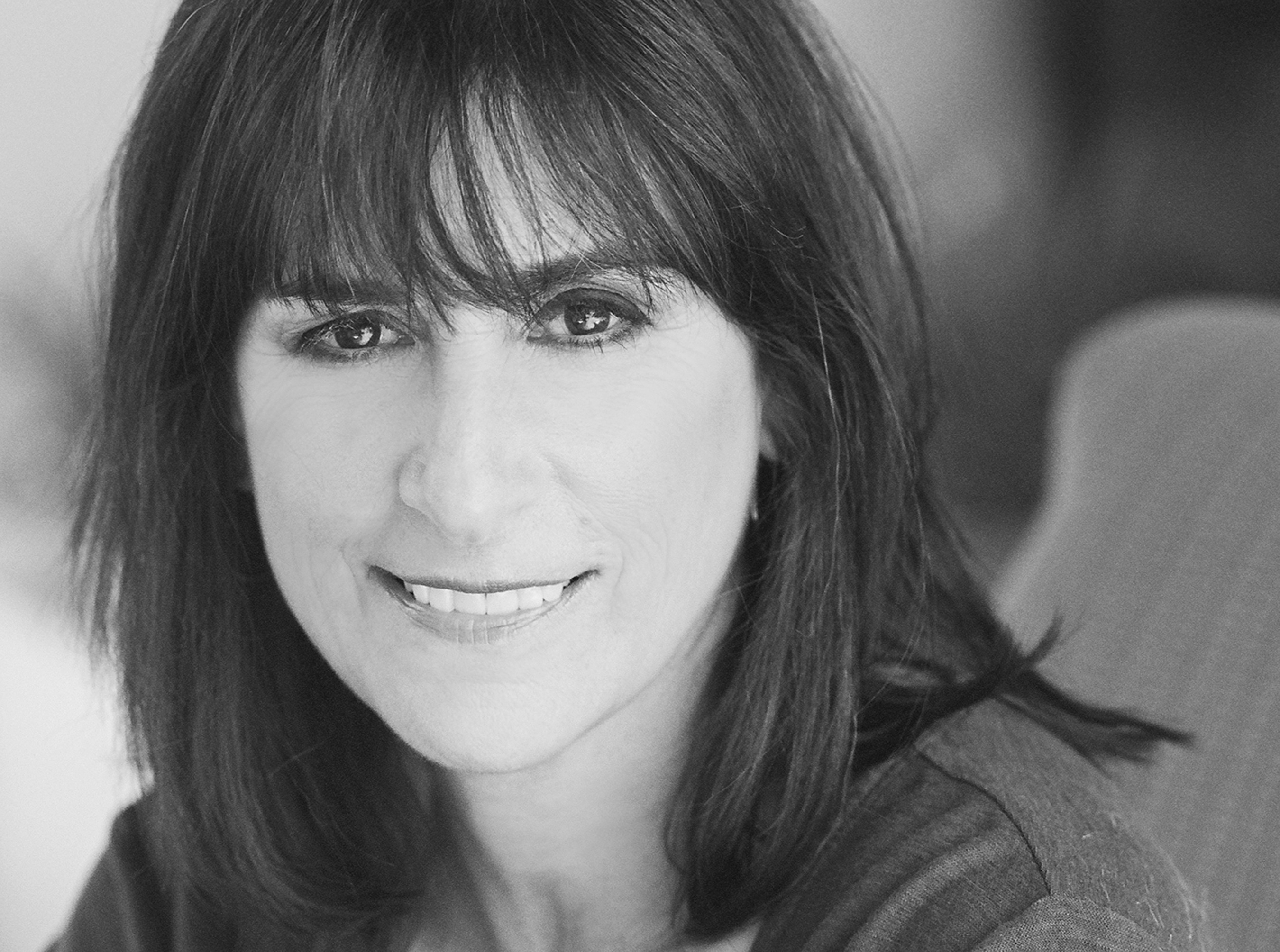
2007年頃のフォト

1991年、古巣のフォークロックバンド「ブリンドル」を、オリジナルメンバー（ケニー・エドワーズ、アンドリュー・ゴールド、ウェンディ・ウォルドマン）で再結成する。かつて、リリースが幻に終わったアルバムの制作を再開し、新録したセルフタイトルの1stアルバム『Bryndle』を1995年に発表。2002年にも同名義の2ndアルバム『House Of Silence』をリリースしている。
ソロでは、2007年にオフィシャルのライブ・アルバムをリリース。2010年に盟友のエドワーズ、翌2011年には同僚のアンドリュー・ゴールドを亡くすものの、2010年代以降も旧友たちと共演するなど精力的に音楽活動を続けている。
2018年、音楽活動50周年を迎えるこの年、旧曲の再録バージョン・新曲・カバー曲を収録した11年ぶりの作品、スタジオ盤としては30年ぶりの5thアルバム『Carry Me Home』をリリース。翌2019年には、アルバムに伴う来日公演も開催した。さらに2020年には、クリスマス・アルバム『Silent Night』をリリース。

## 来日記録
1990年代以降は、ブルーノートやBillboard Live（ビルボードライブ）の協力で、来日公演を度々開催している。

### 1980年代
- 1980年3月に初来日公演。2ndアルバム『Restless Nights - ささやく夜』は来日記念盤として国内リリース。『第9回東京音楽祭』に招待され、楽曲「Trouble Again（邦題= 涙に染めて）」で金賞を受賞。
- 1981年1月に来日公演。
- 1986年8月、広島平和コンサート招待。

### 1990年代
1991年、JDサウザーと来日公演。パーラメント・アメリカン・ブルー・コンサート（新宿厚生年金、他）。
- 1999年、ケニー・エドワーズとケニー・ランキンと共同の来日公演（ブルーノートツアー、以下同文）。

### 2000年代
- 2004年3月、ケニー・エドワーズ等と来日公演[8]。
- 2005年7月、同上。
- 2008年3月、同上（Billboard Liveツアー、以下同文）。
- 2009年5月、同上。

### 2010年代
- 2012年2月、J.D.サウザーとデュオ名義で来日公演。
- 2013年2月、ジミー・ウェッブとデュオ名義で来日公演。
- 2014年2月、J.D.サウザーとデュオ名義で来日公演[9]。
- 2016年1月、ニナ・ガーバーがサポートするソロ名義で来日公演[10]。
- 2018年8月、同上[11]。
- 2019年9月、5thアルバム『Carry Me Home』のリリース記念公演。

### 2020年代
- 2023年9月、リヴィングストン・テイラーとデュオ名義で来日公演[12]。

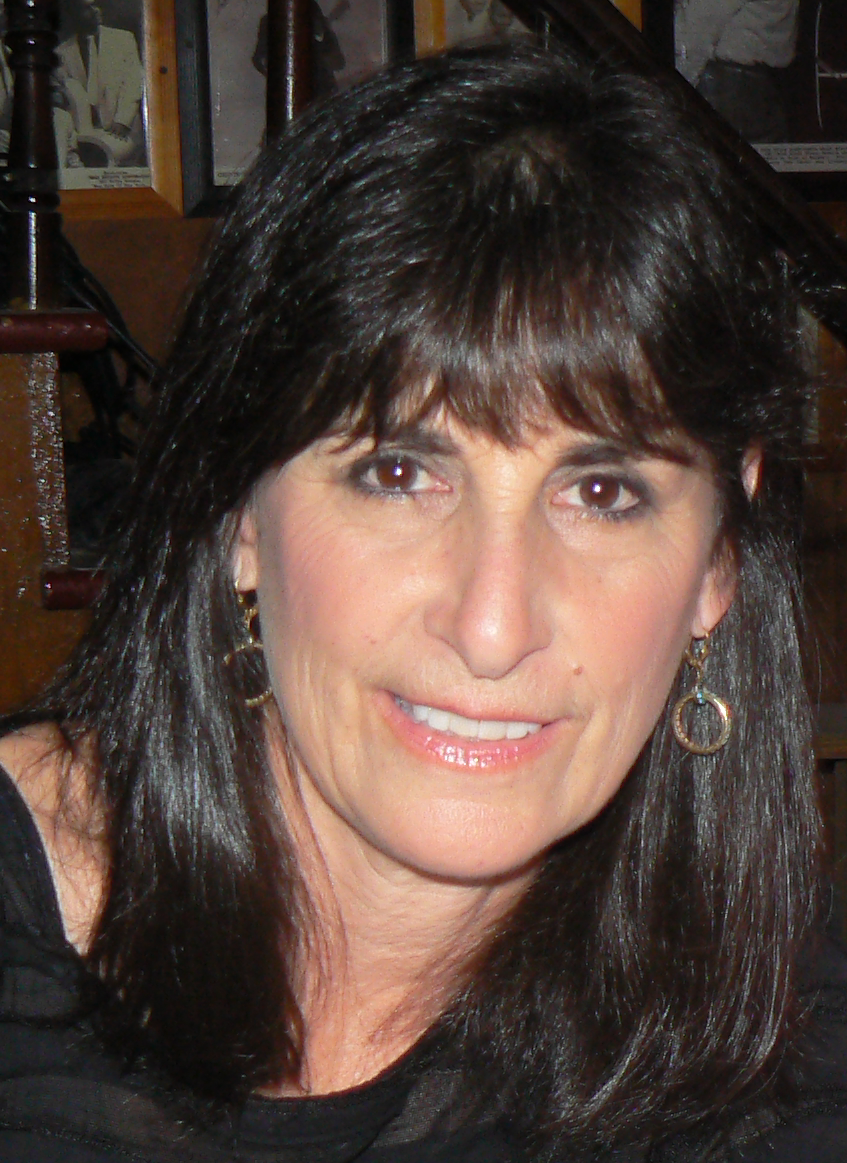
カンザスシティ公演 (2010年)
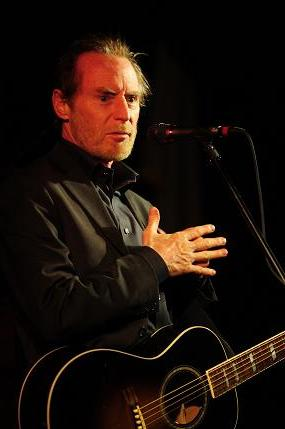
J.D.サウザー (2008年)
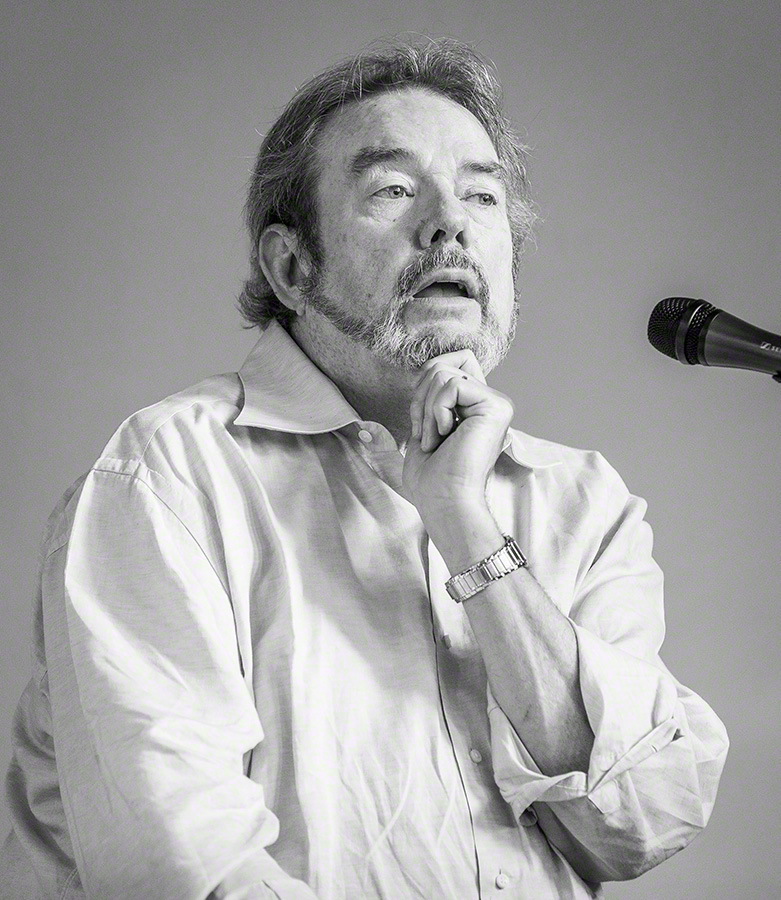
ジミー・ウェッブ (2016年)
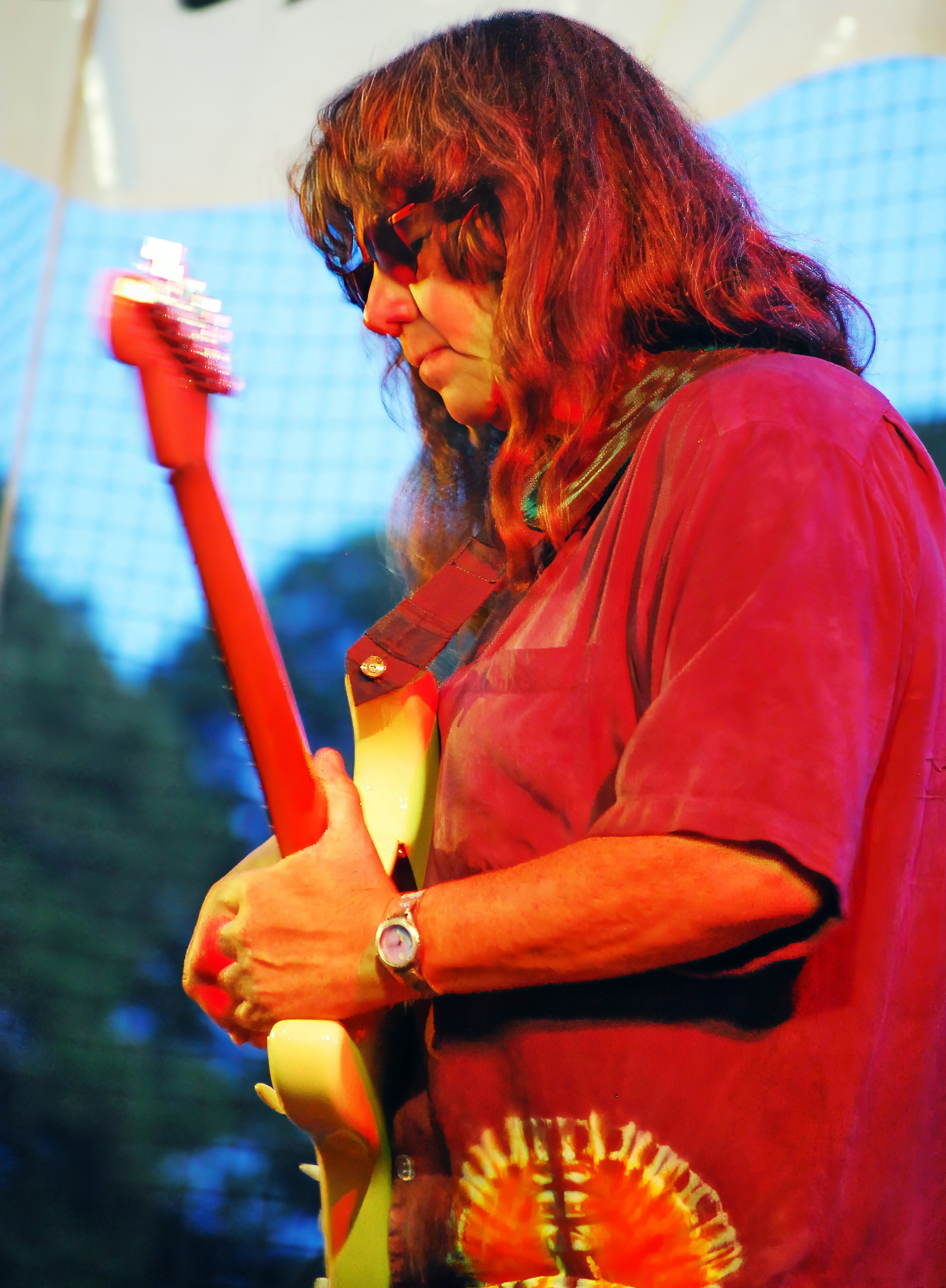
ニナ・ガーバー (2010年)
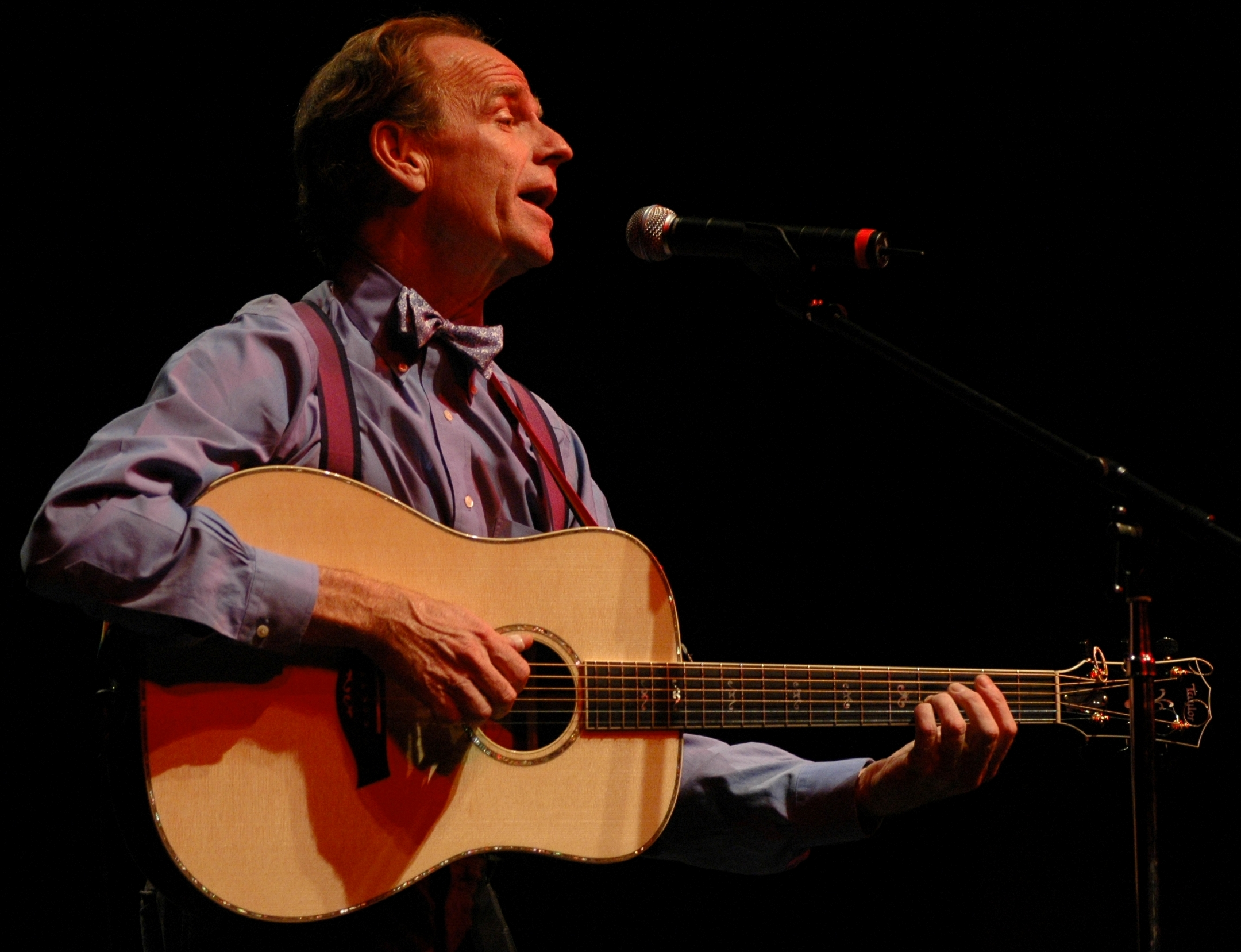
リヴィングストン・テイラー (2006年)

## ディスコグラフィ

### アルバム
スタジオ・アルバム
- 『カーラ・ボノフ』- Karla Bonoff（1977年）
- 『ささやく夜』- Restless Nights（1979年）
- 『麗しの女〜香りはバイオレット』- Wild Heart of the Young（1982年）
- 『ニュー・ワールド』- New World（1988年）
- 『キャリー・ミー・ホーム』- Carry Me Home（日本:2018年、全米:2019年）- セルフ・リメイク作品

クリスマス・アルバム
- Silent Night（2020年）

ライブ・アルバム
- Karla Bonoff Live（2007年）

コンピレーション
- All My Life: The Best Of Karla Bonoff（1999年）

### シングル
- 「わたしは待てない」- I Can't Hold On（1978年）
- 「眩しい人」- When You Walk In The Room（1979年）
- 「パーソナリィ」- Personally（1982年）
- 「香りはバイオレット」- Please Be the One（1982年）
- 「誰かの愛が…」- Somebody's Eyes（1984年・サウンドトラック『フットルース』に提供）
- Standing Right Next To Me（1994年・サウンドトラック『8 Seconds』に提供）
- o come, o come emmanuel（2021年・マイケル・マクドナルドとの共作）

他

### ブリンドル名義
- Woke Up This Morning（1971年・シングル）
- 『ブリンドル』 - Bryndle（1995年・アルバム）
- 『ハウス・オブ・サイレンス』 - House Of Silence（2002年・アルバム）
- Live From Russ and Julie's House Concert（2003年・ライブアルバム）

## 楽曲提供 / カバーアーティスト

### アーティスト
カレン・アレクサンダー
- 恋じゃないかい - Isn't It Always Love（1975年）

リンダ・ロンシュタット
- またひとりぼっち - Lose Again（1976年）
- 誰かわたしの側に - Someone To Lay Down Beside Me（1976年）
- 彼にお願い - If He's Ever Near（1976年）
- オール・マイ・ライフ - All My Life（1989年）
- 涙に染めて - Trouble Again（1989年）
- グッバイ・マイ・フレンド - Goodbye My Friend（1989年）

ボニー・レイット
- 故郷 - Home（1977年）
- Runnin'Back to Me（1986年）

バック・ホワイト & The Down Home Folks
- 故郷 - Home（1978年）

バービ・ベントン
- 恋じゃないかい - Isn't It Always Love（1978年）

リン・アンダーソン
- 恋じゃないかい - Isn't It Always Love（1979年）

ニコレット・ラーソン
- 恋じゃないかい - Isn't It Always Love（1979年）

竹内まりや
- 恋じゃないかい - Isn't It Always Love（1979年）

The Yale Spizzwinks
- 故郷 - Home（1979年）

ニコール・ウィリス
- 恋じゃないかい - Isn't It Always Love（1983年）

Maria Haynes
- またひとりぼっち - Lose Again（1983年）

サンディ・ケリー
- ベイビー・ドント・ゴー - Baby Don't Go（1985年）

J.D.サウザー
- ステップ・バイ・ステップ - Step By Step（1986年）

The Smith Sisters
- ベイビー・ドント・ゴー - Baby Don't Go（1986年）

Tony Trischka And Skyline
- またひとりぼっち - Lose Again（1986年）

Bobbi Carmitchell
- 恋じゃないかい - Isn't It Always Love（1987年）

ダイアン・デヴィッドソン
- 涙に染めて - Trouble Again（1988年）

ダイアン・デイビス
- ベイビー・ドント・ゴー - Baby Don't Go（1989年）

ホーリー・ダン
- 故郷 - Home（1990年）

Mervi
- Rakkaus Yksin Vain（1990年）

アリソン・クラウス & Union Station
- またひとりぼっち - Lose Again（1992年）

ブレンダ・ラッセル
- ドリーム - Dream（1992年）

ワイノナ・ジャッド
- テル・ミー・ホワイ - Tell Me Why（1993年）

松居慶子
- Tears From The Sun（1995年）

ワイルド・ローズ
- テル・ミー・ホワイ - Tell Me Why（1996年）

ケイティー・モファット & ケイト・ブリスリン
- 故郷 - Home（1996年）

ブルース・ガイチ
- If I Could Only（1997年）

De Berini's
- Thuis（1998年）

ピーター・セテラ
- Feels Like Rain（2001年）

Michele Robinson
- 故郷 - Home（2002年）

ケアリイ・レイシェル
- グッバイ・マイ・フレンド - Goodbye My Friend（2003年）

Musical Youth
- テル・ミー・ホワイ - Tell Me Why（2004年）

Paddy Dougherty
- 誰かわたしの側に - Someone To Lay Down Beside Me（2004年）

Lorie Line
- 誰かわたしの側に - Someone To Lay Down Beside Me（2005年）

シェイン・ワード
- オール・マイ・ライフ - All My Life（2006年）

Ricky Koole
- 彼にお願い - If He's Ever Near（2007年）
- 故郷 - Home（2007年）

ダスティ・スプリングフィールド
- またひとりぼっち - Lose Again（2007年）

ジョン・バロウマン
- グッバイ・マイ・フレンド - Goodbye My Friend（2014年）

### サウンドトラック
- フットルース「誰かの愛が… - Somebody's Eyes」（1984年）
- 波の数だけ抱きしめて「パーソナリィ - Personally」（1991年）
- 8 Seconds「Standing Right Next To Me」（1994年）
- きのうの夜は・・・「Step by Step」 （1986年）